# 대안다만어족
대안다만어족(영어: Great Andamanese languages)은 안다만 제도의 대안다만족이 사용했던 언어들이 이루는 어족이다. 오늘날에는 대부분 사멸했다. 아카제루어에 기반한 크리올로 추정되는 언어의 마지막 화자는 2009년에 사망했다. 그러나 “아카제로”(Aka-Jero)라는 이름으로 알려진 코이네 형태의 대안다만 언어는 아직 화자가 남아 있다.
편의상 같은 안다만 제도에서 사용되는 옹게어족 및 센티넬어와 함께 안다만 제어로 묶이기도 한다.

## 역사
18세기 후반에 영국인이 안다만 제도에 처음 정착했을 때, 대안다만 제도와 주변 섬에는 약 5,000명의 대안다만족이 10개의 부족을 이루어 살았고 서로 다르지만 밀접하게 연관된 언어들을 각각 사용했다. 1960년대부터는 안다만 제도에 대영제국의 영구적인 유형지가 설치되고 뒤이어 이민 정착자들과 주로 인도 아대륙에서 온 계약 노동자들이 밀려 들어옴에 따라, 대안다만족 인구는 1961년에 19명이라는 최저 수치까지 떨어졌다.
그 뒤에는 인구가 조금 증가해 2010년에는 52명이 되었다. 그러나 1994년에 이르면 10개의 부족 중 일곱 개는 이미 사라졌으며 살아남은 부족(제루족, 보족, 차리족) 간의 구별은 사실상 사라졌는데, 부족 간의 통혼과 스트레이트섬이라는 훨씬 좁은 영역으로의 이주 때문이었다. 일부는 미얀마에서 온 카렌인이나 인도인 이주자와 결혼하기도 했다. 대안다만족은 점차 힌디어를 주된 언어로 쓰는 비율이 높아지고 있으며, 인구의 절반 가량은 힌디어밖에 할 줄 모른다. 아카보어의 알려진 마지막 화자는 2010년에 85세의 나이로 사망했다.
대안다만족 인구의 절반 가량은 대안다만어족에 속하는 새로운 언어(혼합어 또는 코이네어의 일종)라 할 수 있는 언어를 구사한다. 이 언어는 주로 아카제루어에 바탕을 두었다. 어떤 학자들은 이 언어를 “현대 대안다만어”(Present Great Andamanese)라 부르지만 간단히 “제로어”(Jero) 또는 “대안다만어”(Great Andamanese creole Great Andamanese[*])라 부르기도 한다.

## 분류
안다만 제도에서 사용되는 언어는 대안다만어족과 옹게어족의 2가지 명확한 어족으로 나뉘며, 이외에 현재까지 입증되지 않은 센티넬어가 있다. 대안다만어족과 옹게어족의 유사성은 주로 유형학, 형태학적 측면에서 보이며, 증명된 공통 어휘는 거의 없다. Abbi (2008) 등 전문가들은 현재 살아남은 대안다만어를 하나의 고립된 언어로 간주한다. 대어족 이론가인 조지프 그린버그는 대안다만어가 인도태평양어족이라는 더 광범위한 대어족의 일부로서 서부 파푸아 언어와 연관되어 있다고 주장했지만, 오늘날 이 학설은 대부분의 언어학자에게 받아들여지지 않는다.
- 남안다만어
  - 아카베아어
  - 아카발레어
- 중앙안다만어
  - 오코주워이어
  - 오푸치콰르어
  - 오콜어
- 북안다만어-케데어
  - 아카케데어
  - 북안다만어
    - 아카차리어
    - 아카코라어
    - 아카보어
    - 아카제루어

## 음운론
다음은 현대 대안다만어(PGA)의 음운 체계이다.
|          | 전설 | 후설 |
| -------- | ---- | ---- |
| 고모음   | i    | u    |
| 중고모음 | e    | o    |
| 중저모음 | ɛ    | ɔ    |
| 저모음   |      | ɑ    |

|        |        | 양순음 | 양순음 | 순치음 | 치음 | 치음 | 치경음 | 권설음 | 권설음 | 경구개음 | 경구개음 | 연구개음 |
| ------ | ------ | ------ | ------ | ------ | ---- | ---- | ------ | ------ | ------ | -------- | -------- | -------- |
| 파열음 | 기본   | p      | b      |        | t    | d    |        | ʈ      | ɖ      | c        | ɟ        | k        |
| 파열음 | 유기   | pʰ     | pʰ     |        | tʰ   | tʰ   |        | ʈʰ     | ʈʰ     | cʰ       | cʰ       | kʰ       |
| 비음   | 비음   | m      | m      |        |      |      | n      |        |        | ɲ        | ɲ        | ŋ        |
| R음    | R음    |        |        |        |      |      | ɾ~r    | (ɽ)    | (ɽ)    |          |          |          |
| 마찰음 | 마찰음 | (ɸ)    | (β)    | (f)    |      |      | s      |        |        | ʃ        | ʃ        | (x)      |
| 설측음 | 설측음 | (lʷ)   | (lʷ)   |        |      |      | l      |        |        | (ʎ)      | (ʎ)      |          |
| 접근음 | 접근음 | w      | w      |        |      |      |        |        |        | j        | j        |          |

보다 최근의 화자들의 경우 어떤 소리들은 어쩌면 힌디어의 영향으로 변화를 겪었을 수도 있다. 보다 나이든 화자들은 어린 화자들과 발음이 다른 경향이 있었다. 나이든 화자들의 경우 자음 /pʰ, kʰ, l/을 [ɸ~f~β, x, lʷ]로 발음하는 일이 흔했다. 설측음 /l/은 [ʎ]로 발음되었을 가능성도 있다. 양순 연구개 접근음 /w/ 따위의 소리는 어중 또는 어말에만 나타날 수 있으며 어두에는 나타날 수 없다. 자음 [ɽ, β]는 /r, b/의 변이음으로 나타날 수 있다.

## 참고 문헌
- Yadav, Yogendra. 1985. "Great Andamanese: a preliminary study." Pacific Linguistics, Series A, No. 67: 185-214. Canberra: The Australian National University.
- Abbi, Anvita. 2011. Dictionary of the Great Andamanese language. Port Blair: Ratna Sagar.
- Abbi, Anvita. 2013. A Grammar of the Great Andamanese Language. Brill's Studies in South and Southwest Asian Languages, Volume 4.